# 橙翅斑腹雀
橙翅斑腹雀（学名：[Pytilia afra] 错误：{{Lang}}：文本有斜体标记（帮助））为梅花雀科斑腹雀属的一种，在非洲分布广泛。其全球活动范围有2,300,000平方千米。
常见于安哥拉、博茨瓦纳、布隆迪、刚果共和国、刚果民主共和国、埃塞俄比亚、肯尼亚、马拉维、莫桑比克、卢旺达、南非、苏丹、坦桑尼亚、乌干达、赞比亚和津巴布韦。该物种的保护状况被评为无危。